# Barbara Vucanovich
Barbara Farrell Vucanovich (Trenton, 22 giugno 1921 – Reno, 10 giugno 2013) è stata una politica statunitense, membro della Camera dei Rappresentanti per lo stato del Nevada dal 1983 al 1997.

## Biografia
Barbara Farrell nacque in una base militare nei pressi di Trenton, nel New Jersey; suo padre Thomas era un ingegnere del Dipartimento per i lavori pubblici dello stato di New York che durante la seconda guerra mondiale fu vicecomandante del Progetto Manhattan.
A diciotto anni Barbara sposò James Henry Budgen, da quale però divorziò nel 1949. Dopo la fine del suo matrimonio la donna si trasferì nel Nevada, dove sposò in seconde nozze l'avvocato Kenneth Dillon. Il marito la lasciò vedova nel 1964 e l'anno successivo lei si risposò per la terza volta con George Vucanovich.
Da qualche tempo la Vucanovich aveva cominciato a collaborare con Paul Laxalt, che successivamente venne eletto governatore del Nevada. La Vucanovich si interessò alla politica e nel 1983 si candidò come repubblicana per un seggio alla Camera dei Rappresentanti. La Vucanovich venne eletta e negli anni successivi fu sempre riconfermata facilmente finché nel 1997 decise di ritirarsi dalla politica abbandonando il Congresso dopo quattordici anni.
La Vucanovich, prima donna eletta al Congresso dallo Stato del Nevada, si configurò come una forte conservatrice sia in campo sociale che in campo fiscale e fu una dei promotori del contratto con l'America. Morì nel 2013.